# Kumane
Kumane (serbocroata cirílico: Кумане) es un pueblo de Serbia perteneciente al municipio de Novi Bečej en el distrito de Banato Central de la provincia autónoma de Voivodina.
En 2011 tenía 3284 habitantes, casi todos étnicamente serbios.
El topónimo del lugar hace referencia a los cumanos, que habitaron esta zona en la época medieval. Se conoce la existencia del pueblo desde 1660-1661, cuando aparece en documentos del monasterio patriarcal de Peć. Originalmente se situaba unos 4 km al oeste de su ubicación actual, a orillas del río Tisza, pero en 1801 se trasladó para evitar las inundaciones.
Se ubica unos 5 km al sureste de la capital municipal Novi Bečej, sobre la carretera 116 que lleva a Zrenjanin.